# 非常時共産党
非常時共産党（ひじょうじきょうさんとう）とは、戦前の非合法政党時代の日本共産党史において、特に1931年（昭和6年）初めから翌1932年末までの間、風間丈吉らによる指導が行われていた時期の共産党を指す通称・俗称である。なお、この呼称は風間の著書（獄中手記）『「非常時」共産党』に由来するもので、現在の日本共産党は公式の名称として認めていない。

## 概要
いわゆる「武装共産党」（田中清玄指導部）が無謀な武装方針と当局の弾圧によりいったん壊滅すると、クートヴェ帰りの風間丈吉を中心に党中央が再建された。中央委員は風間のほか、飯塚盈延（松村昇、いわゆる「スパイM」）、岩田義道・宮川寅雄・紺野与次郎である。この時期の共産党は「大衆化」方針をとったため、三・一五と四・一六の2大弾圧で受けた打撃からようやく回復し、従来は党の周辺にいた人々を入党させて、この時代は戦前においては最大の党勢を誇る時期となった。例えば、資金力は、月3円以上カンパしてくれるシンパが1万人いたので、常に月3万円を集めることができたという。また機関紙『赤旗』の発行部数も6、7千部に至った。
しかし中央部に警察スパイが潜入して挑発事件を起こし、またコミンテルン32年テーゼによる「君主制廃止」スローガンを傘下の合法団体に強制して弾圧を招くなど誤った指導が行われたため、熱海事件による検挙で党は一挙に壊滅した。

## 経緯
1930年7月に田中指導部が弾圧で壊滅したのを受け、モスクワのクートヴェから労働者出身の活動家・風間丈吉が党再建の密命を帯びて帰国し、彼を中心に党再建の動きが開始された。1931年1月12日には風間らにより党中央部が再建され、次いで1月25日には機関誌『赤旗』が34号より再刊された。さらに風間ら指導部は活動方針としてコミンテルンの一部メンバーの意見をうけ、「政治テーゼ草案」（31年政治テーゼ草案）を作成、1931年4月に『赤旗』に発表した。
当時、コミンテルンとの連絡線を握っていたのは、松村昇（飯塚盈延）であった。この松村はクートヴェからの帰国後、転向して警察のスパイとなった人物であり今日では「スパイM」と呼ばれている。1931年2月下旬にコミンテルン極東部の密使が松村に接触し、党の当面の活動費1000円、党代表の上海への派遣旅費100円を置いていった。中央部はさっそく紺野を上海に派遣した。コミンテルンは紺野に活動費1500円を与え、党代表として風間の上海派遣、週1回の報告、スパイ対策の機関をつくることを指令し、活動資金として、月額2000円を5年7月（つまり武装共産党の壊滅時）にさかのぼって支給することを伝えた。さっそく5月に風間が上海に行き、コミンテルン極東代表である太平洋労働組合書記局のイレーヌ・ヌーランに会い、ヌーランから非合法地下技術の改善について具体的指示が与えられた。その中には「S（スパイ）は発見次第消すこと」があった。風間はレーニン学校やクートヴェに人を送ること、方向としては日本側が作った三一年テーゼ草案の方針でいくことなどを支持され、活動費1500円を支給され帰国した。
帰国した風間らが送った武田なる同志（本名は三船留吉。のちにスパイとして除名された）は上海まで行って、危険を察知して帰国している。しかし、中国の国民党と共産党との激しくなった対立の中で、ヌーランが検挙され日本側のアドレスとなっていた松本慎一も検挙され、いったんコミンテルンとの連絡は切れてしまう。
1931年5月、共産党は「党の大衆化」方針を決定し「8月会議」で中央委員会を正式に発足させた。7月には農民団体全国農民組合の左派が「全国会議派」（全会派）を結成して独立、共産党の傘下団体となり、これに加えて同じく傘下団体である日本労働組合全国協議会（全協）も大衆運動路線で組織を拡大、これらの合法傘下団体に支えられて党組織は次第に拡大していった。『赤旗』も発行部数が1,000部に達して1932年4月には活版印刷が開始され、戦前の発行号数通算187号のうち1/3以上がこの「非常時共産党」期に発行されている。1931年9月に満州事変が勃発すると、共産党は特に兵士を対象に「帝国主義戦争反対」の呼びかけを行った。
1931年6月、イギリスによるヌーラン逮捕によって、上海の太平洋労働組合書記局が摘発されて壊滅して以降、コミンテルンと日本共産党との連絡が途絶し、党財政の多くを依存していたコミンテルンからの資金供与が不可能になった。コミンテルンからの資金が絶えても、シンパのネットワークから資金が集められたので、党活動にはさほどの影響は生じなかった。
しかしこの時期においても警察当局の弾圧は進められており、1931年8月には関西地方組織、1932年3月には傘下団体の日本プロレタリア文化連盟（コップ）に対する大規模な検挙が行われた。これにより、蔵原惟人、壺井繁治、窪川鶴次郎、中野重治、宮本百合子、村山知義、秋田雨雀など400名にのぼる検挙者を出した。特に百合子と宮本顕治は結婚したばかりであった。この時に顕治と小林多喜二は逮捕されず、そのまま地下に潜行した。この年は次々と大物シンパが検挙された。九大教授風早八十二、元労農党書記長細迫兼光、元京大教授河上肇、東京商大教授大塚金之助などが検挙され、松村（飯塚）の下で資金運動をしていた杉之原舜一は、捕まって440人の資金提供者の名を挙げたという。
こうして資金網を壊滅させられた結果、党の資金調達を担当する「家屋資金局」という部局が大きな権限を持つようになり、その責任者である松村が実質的に党の権力を掌握することになり、彼の指導のもと、警察当局を挑発する方針が採られた。
党財政の困窮を救うための第1の手段は、金持ちの子弟のシンパに家の金を拐帯逃走させるというものであった。警察の調査によると、1932年3月から10月の8ヶ月で92000円が党に提供されている。同年7月から家屋資金局と名称を変えた非合法活動のための技術部は、いわゆる「戦闘的技術部」（レーニン）をつくり、強盗、詐欺、恐喝、美人局、エロ写真など考えられるかぎりの計画を立て、実際に女子党員の色仕掛けに引っかかった農園経営者から600円を脅し取るなど様々な手段で資金を調達した。
そして、密輸業者からピストルを60丁以上購入し、東京白山の不動貯蓄銀行の襲撃を計画した。これは最初実行部隊のゴロツキに逃げられて失敗。2度目は自分たち自身で実行しようとしたが、これも失敗し、その後川崎第百銀行大森支店を襲撃目標に設定、1932年10月6日に大塚有章、西代義治、中村隆一など党活動家がピストルで行員を脅して3万円余りを強奪することに成功した（ギャング事件）。しかし、ピストル密売のルートから糸をたぐった警察が、彼らの上にいた今泉善一を逮捕し、大塚をはじめ家屋資金局のメンバーを次々と逮捕していった。その間にも32年テーゼを議する党大会の開催準備が進められていた。
また、共産党指導部が作成した31年テーゼの内容はきたる革命を社会主義革命と規定し、労農派の一段階革命論に近いものであったため、コミンテルンからの批判を受け、翌1932年5月には31年テーゼを否定し「二段階革命論」に基づく「32年テーゼ」が発表された。党はこのテーゼを金科玉条のごとく信奉し、「天皇制打倒」のスローガンを全協などの合法組織に強制するなど、当局に弾圧の口実を与えるような指導が行われた（結果、全協は1933年5月には治安維持法第1条適用結社となり非合法化された）。1932年10月には上海からコミンテルンの密使鈴江言一が来て、風間に上海に来るように指示した。その前に大会を開催する必要があった。党大会は同年10月29日から30日、熱海・来宮で行われることになったが、これはすでに会場を設営した松村から共産党取締りの中心の警視庁特高課長毛利基に通報されていた。警視庁は極秘裡に一網打尽の検挙態勢をつくった。
そして、32年テーゼによる党の方針を徹底化するため熱海市の別荘において全国代表者会議が開かれたが、この会議を察知した警察が1932年10月30日早朝に急襲、銃撃戦の末に11人の幹部一同が検挙された（熱海事件）。また、同日、風間・紺野・岩田らも、それぞれのアジト周辺でつぎつぎに検挙されたため党中央部は再び壊滅した（このうち岩田は警察取り調べ中の拷問により死亡した）。
この前後の党員、シンパの検挙者数は、東京を含む三府十八県において2200人を数え、翌年1月の段階で220人以上が起訴。ここに「非常時共産党」は壊滅した。
また風間にアジトを提供していた司法官補坂本忠助や、さらに坂本の線から警察情報を入手し、党に提供していた尾崎陞東京地裁判事らも検挙され、これは「司法部赤化事件」として当局に大きなショックを与えた。なお松村こと「スパイM」も検挙されたが、以後表舞台から消えている。
熱海事件後の11月、宮川ら検挙を免れた中央委員は「臨時中央部」を組織したが、翌12月の検挙により早くも壊滅した。
銀行ギャング事件を含む一連の事件は報道が禁じられ、1933年（昭和8年）1月18日に解禁されたが、共産党が銀行強盗という犯罪行為に手を染めていたという事実は、大衆に共産党への不信感を与えるとともに獄内の党幹部たちに多大な衝撃をもたらす結果となり、翌1933年半ばの佐野学・鍋山貞親の転向声明に始まる党員の大量転向に道を開くことになった。また党再建の試みはこの後も山本正美・野呂栄太郎・宮本顕治・袴田里見ら、いわゆる「リンチ共産党」指導部によって進められるが、党中央にスパイが潜入していたことは組織内部での相互不信を増幅させ、「多数派」分派の形成や共産党スパイ査問事件の重要な伏線となった。

## 関連書籍
- 風間丈吉 『「非常時」共産党』 三一書房、1976年
- 伊藤晃 『転向と天皇制：日本共産主義運動の1930年代』 勁草書房、1995年 ISBN 4326300957

第三章「大量転向の一前提」参照。
- 立花隆 『日本共産党の研究』 講談社、1978年

## 関連事項
- 日本共産党技術部